# 월간 코로코로 코믹
《월간 코로코로 코믹》(月刊コロコロコミック 겟칸 고로코로 고밋쿠[*])는 일본의 쇼가쿠칸에 의해 발행되는 아동 만화 잡지이다. 1977년 5월 15일 창간 이래 매월 15일마다 제호를 발행하고 있으며 쇼가쿠칸이 발행하는 다른 아동 만화 잡지로는 "별책 코로코로 코믹"과 "코로코로 이치반!"이 있다.

## 발행 정보
방송 중인 TV 애니메이션과 타이업한 만화화 버전을 연재하는 경우가 많다. 내용이나 설정이 저연령층에게 알려주기 힘들거나 월간 연재 일정부터 매주 방송되는 애니메이션의 방영 시기 등을 늦추지 못하는 이유로 내용의 일부를 절단하는 일도 많다.
장난감 및 취미용 작업물, 애니메이션이 정체된 작품은 관련 상품의 매출과 독자 사이의 인기의 침체 등으로 인해 연재 작품으로는 불발로 마무리되거나 중단되는 사례도 적지 않다. 중단은 인기의 문제가 아닌 구성의 사정으로 중단되는 경우도 있다.

## 연재작 목록
2015년 4월 현재 2년 이상 연재 작품
| 작품 타이틀                                                  | 작화 담당 및 원작자 | 연재 시작호  | 변동 사항 |
| ------------------------------------------------------------ | ------------------- | ------------ | --------- |
| 슈퍼 마리오군 (スーパーマリオくん)                           | 사와다 유키오       | 1990년11월호 |           |
| 포켓몬스터 이상한 포켓몬 삐삐 (ポケットモンスター)           | 아나쿠보 코사쿠     | 1996년09월호 |           |
| 도라에몽 (ドラえもん)                                        | 후지코 · F · 후지오 | 2001년02월호 |           |
| 지우개군 (ケシカスくん)                                      | 무라세 노리유키     | 2004년06월호 |           |
| 별의 커비! 푸푸푸아와- (星のカービィ! も〜れつプププアワー!) | 타니구치 아사미     | 2006년12월호 |           |
| 괴도 조커 (怪盗ジョーカー)                                   | 다카하시 히데야스   | 2008년09월호 |           |
| 위험최강 단거 할아버지 (絶体絶命でんぢゃらすじーさん邪)      | 코야마 카즈토시     | 2010년04월호 |           |
| 거짓말쟁이! 고쿠오 군 (ウソツキ!ゴクオーくん)                | 요시모토 마코토     | 2012년09월호 |           |
| 조조조 좀비 ~ 군 (ゾゾゾ ゾンビ〜くん)                       | 나가토시 야스나리   | 2012년12월호 |           |
| 요괴 워치 (妖怪ウォッチ)                                     | 코니시 노리유키     | 2013년01월호 |           |

## 발행 부수
|        | 1〜3월       | 4〜6월     | 7〜9월     | 10〜12월     |
| ------ | ------------ | ---------- | ---------- | ------------ |
| 2008년 |              | 883,333 부 | 910,000 부 | 896,667 부   |
| 2009년 | 923,334 부   | 936,667 부 | 890,000 부 | 920,000 부   |
| 2010년 | 1,010,000 부 | 956,667 부 | 916,667 부 | 950,000 부   |
| 2011년 | 893,334 부   | 763,334 부 | 743,334 부 | 733,334 부   |
| 2012년 | 710,000 부   | 700,000 부 | 648,334 부 | 630,000 부   |
| 2013년 | 616,667 부   | 573,334 부 | 560,000 부 | 620,000 부   |
| 2014년 | 673,334 부   | 820,000 부 | 960,000 부 | 1,116,667 부 |
| 2015년 | 1,050,000 부 |            |            |              |

## 관련 잡지
| 고단샤(강담사) - 월간 소년 매거진 - 월간 소년 라이벌 - 주간 소년 매거진 | 쇼가쿠칸(소학관) - 월간 소년 선데이 - 소년 선데이 수퍼 - 주간 소년 선데이 |

## 같이 보기
- 주간 소년 선데이
- 주간 소년 점프